# Elizabeth Furse

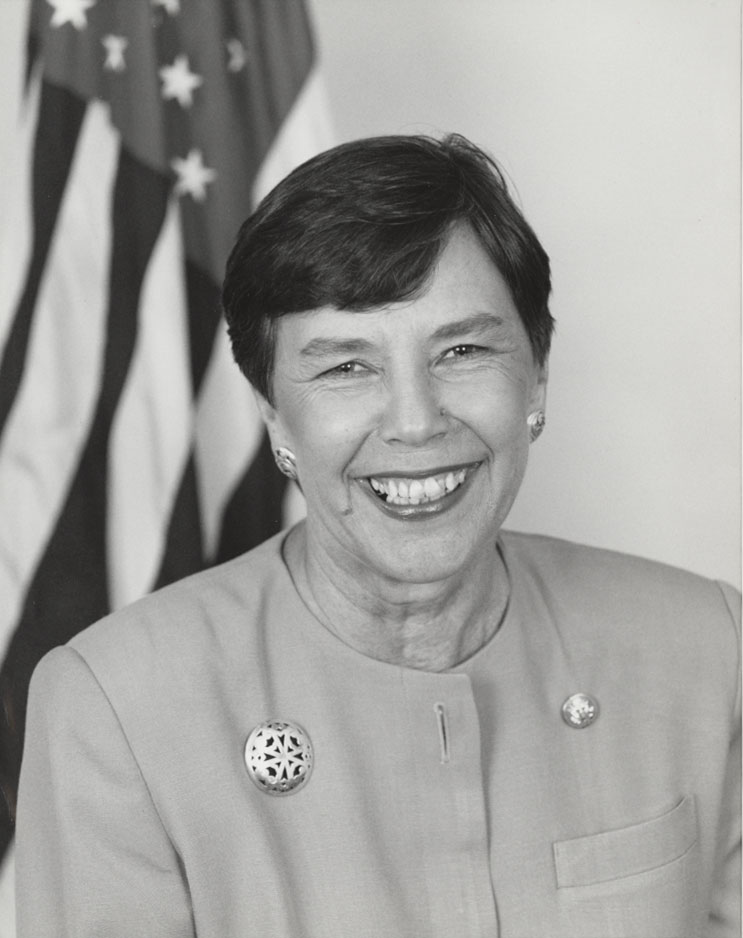
Elizabeth Furse

Elizabeth Furse (* 13. Oktober 1936 in Nairobi, Kenia; † 18. April 2021 in Helvetia, Washington County, Oregon) war eine US-amerikanische Politikerin (Demokratische Partei). Zwischen 1993 und 1999 vertrat sie den ersten Wahlbezirk des Bundesstaates Oregon im US-Repräsentantenhaus.

## Werdegang
Elizabeth Furse, Tochter britischer Eltern, wurde in Kenia geboren und wuchs in Südafrika auf. Dort schloss sie sich 1951 der Bewegung gegen die Apartheid an. Im Jahr 1956 zog sie nach England und dann in die Vereinigten Staaten, wo sie sich in Los Angeles niederließ. Dort unterstützte sie eine Frauenselbsthilfegruppe und eine Arbeiterbewegung, die für das Recht kämpfte, einer Gewerkschaft beitreten zu dürfen.
Im Jahr 1968 zog Furse nach Seattle. 1974 besuchte sie das Evergreen State College; 1978 zog sie nach Portland in Oregon, wo sie ein Jurastudium begann. In ihrer neuen Heimat setzte sie sich für die Rechte der Indianer ein und forderte die offizielle Anerkennung der in Oregon ansässigen Indianerstämme. 1986 war sie Mitbegründerin des in Portland angesiedelten Oregon Peace Institute. Furse war auch Miteigentümerin eines Weinbergs.
Politisch wurde Elizabeth Furse Mitglied der Demokratischen Partei. 1992 wurde sie als deren Kandidatin in das US-Repräsentantenhaus gewählt, wo sie am 3. Januar 1993 Les AuCoin ablöste. Nach einigen Wiederwahlen konnte sie bis zum 3. Januar 1999 insgesamt drei Legislaturperioden im Kongress absolvieren. Dort arbeitete sie an der Verbesserung der Diabetes-Vorsorge und Behandlung im Rahmen des Gesundheitsprogramms Medicare. Im Jahr 1998 verzichtete Furse auf eine erneute Kandidatur.
Nach dem Ende ihrer Zeit im Kongress widmete sich Furse ihrem Weinberg. Sie war aber weiterhin politisch aktiv und unterstützte die Belange der amerikanischen Indianer. Bei den Senatswahlen des Jahres 2002 und 2008 unterstützte sie den Republikaner Gordon H. Smith, mit dem sie sich in der Indianerfrage einig war und der innerhalb der Republikanischen Partei einer der Ersten war, die für ein Ende des Irakkrieges eintraten. Elizabeth Furse war mit John C. Platt verheiratet, der ihr bei der Bewirtschaftung des Weinbergs zur Seite stand.